# Андреев, Григорий Петрович
Григо́рий Петро́вич Андре́ев (1908—1981) — заместитель начальника Главного экономического управления (ГЭУ) НКВД СССР, затем народный комиссар внутренних дел Карело-Финской ССР, полковник госбезопасности  (1943).

## Биография
Родился в русской семье крестьянина. В ВКП(б) с мая 1931 (член ВЛКСМ с 1927 по 1936). Окончил Новочеркасский индустриальный институт им. Серго Орджоникидзе (г. Новочеркасск, Ростовская область) — учился с октября 1931 по апрель 1937 года.
Ученик портного-кустаря в Балашове (Саратовская губерния) с 1922 по май 1925, затем портной-мастер 1-й артели швейников в том же городе с мая 1925 по февраль 1928, после чего председатель артели швейников «Красная звезда», закройщик артели в селе Данилкино (Балашовский уезд, Саратовская губерния) с февраля 1928 по август 1929. Бригадир ученической бригады Ростпромшвейкомбината в Ростове-на-Дону (1929—1930), помощник директора швейной фабрики № 1 по труду в Ростове-на-Дону (1930—1931), механик шахты «Октябрьская революция», города Шахты (Ростовская область) (апрель — октябрь 1937). Ассистент, секретарь парткома Новочеркасского индустриального института им. Серго Орджоникидзе (с октября 1937 по декабрь 1938.
С декабря 1938 работал в центральном аппарате НКВД СССР начальником 1-го отдела (оборонная промышленность, затем промышленные, пищевые наркоматы) Главного экономического управления НКВД СССР, заместителем начальника ГЭУ НКВД, начальником 4-го отдела (предприятия Гознака, аффинажные заводы) ГЭУ НКВД. С 26 февраля по 31 июля 1941 — народный комиссар внутренних дел Карело-Финской ССР. С конца 1941 до середины апреля 1943 заместитель народного комиссара внутренних дел Туркменской ССР. Затем в течение двух месяцев заместитель начальника Управления НКВД Курской области.
С середины 1943 до февраля 1949 начальник управления Гознака в Москве. Далее до середины 1953 заместитель начальника управления и начальник отдела Первого главного управления при Совете Министров СССР (в/ч № 04201). С июля 1953 по сентябрь 1975 заместитель начальника Главного управления Министерства среднего машиностроения СССР. В сентябре 1975 вышел на пенсию.

### Звания
- Майор госбезопасности (9 марта 1939);
- Старший майор госбезопасности (14 марта 1940);
- Полковник госбезопасности (16 апреля 1943).

### Награды
- 4 ордена Трудового Красного Знамени
- орден «Знак Почёта»
- 2 медали.